# Tel Keppe
Tel Keppe (en arabe : تل كيف, appelée aussi Tel Kaif) est une ville d'Irak située dans la province de Ninive, à une quinzaine de kilomètres au nord de Mossoul.
En juin 2014, durant la Seconde guerre civile irakienne, Tel Keppe qui comptait alors une importante communauté chrétienne tombe aux mains des jihadistes de l'État islamique. À partir de novembre 2016, alors qu'a débuté la bataille pour la reconquête de Mossoul, Tel Keppe est assiégée durant deux mois par l'armée irakienne qui finit par l'occuper le 19 janvier 2017.